# Tachina rufifrons
Tachina rufifrons är en tvåvingeart som beskrevs av Macquart 1854. Tachina rufifrons ingår i släktet Tachina och familjen parasitflugor.
Artens utbredningsområde är Frankrike. Inga underarter finns listade i Catalogue of Life.